# やっぱり彼女はスゴかった
「やっぱり彼女はスゴかった」（やっぱりかのじょはスゴかった）は、日本のロックミュージシャンである柳ジョージが、1995年10月4日にMCAビクターからリリースした21枚目のシングルである。

## 解説
ベーシストで音楽プロデューサーとしても活動している後藤次利がプロデュースした作品で、アルバム『Sycamore Dr.』の先行シングルとしてリリースされた。
表題曲の「やっぱり彼女はスゴかった」は、カネボウ '95『レヴュー』のイメージソングとして起用された。カップリング曲である「やっぱりレヴューはスゴかった」は異名同曲で、鈴木保奈美が出演したカネボウ '95『レヴュー』のCMソングとして起用された。
カップリング曲の「Mother Tree」は、東映映画『螢II 赤い傷痕』の主題歌に起用された。

## 収録曲
| #         | タイトル                         | 作詞              | 作曲       | 編曲      | 時間  |
| --------- | -------------------------------- | ----------------- | ---------- | --------- | ----- |
| 1.        | 「やっぱり彼女はスゴかった」     | 鈴木聡 & 後藤次利 | 後藤次利   | 後藤次利  | 4:49  |
| 2.        | 「Mother Tree」                  | 山田ひろし        | 柳ジョージ | 大村憲司  | 5:24  |
| 3.        | 「やっぱりレヴューはスゴかった」 | 鈴木聡            | 後藤次利   | 後藤次利  | 2:55  |
| 合計時間: | 合計時間:                        | 合計時間:         | 合計時間:  | 合計時間: | 13:08 |